# 니나 크리스텐
니나 크리스텐(독일어: Nina Christen, 1997년 2월 3일~)은 스위스의 사격 선수로 주 종목은 공기 소총이다. 2020년 하계 올림픽 50m 소총 3자세에서 금메달, 10m 공기 소총에서 동메달을 획득했다.